# Puebla de Yeltes
Puebla de Yeltes ist ein Ort und eine nordspanische Gemeinde (municipio) mit 142 Einwohnern (Stand: 2024) in der Provinz Salamanca in der Autonomen Gemeinschaft Kastilien und León.

## Geografie
Puebla de Yeltes liegt etwa 100 Kilometer südwestlich von Salamanca in einer Höhe von ca. 980 m am Río Yeltes. 

## Bevölkerungsentwicklung
| Jahr      | 1900 | 1950 | 1960 | 1970 | 1981 | 1991 | 2001 | 2011 | 2021 |
| Einwohner | 389  | 564  | 520  | 432  | 335  | 289  | 241  | 174  | 147  |

## Sehenswürdigkeiten
- Kirche St. Johannes Enthauptung (Iglesia de La Degollación de San Juan Bautista)
- Christuskapelle

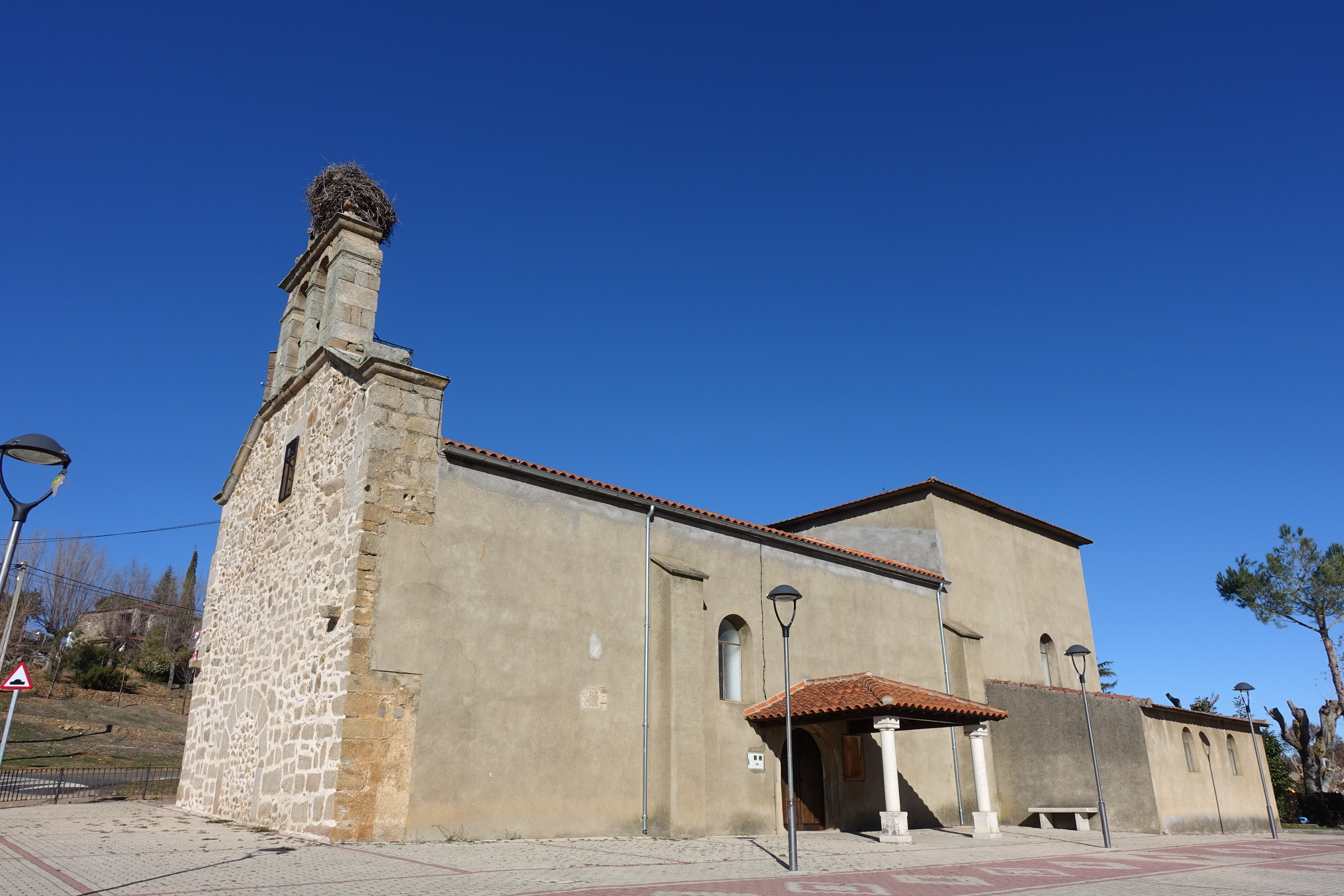
Kirche St. Johannes Enthauptung
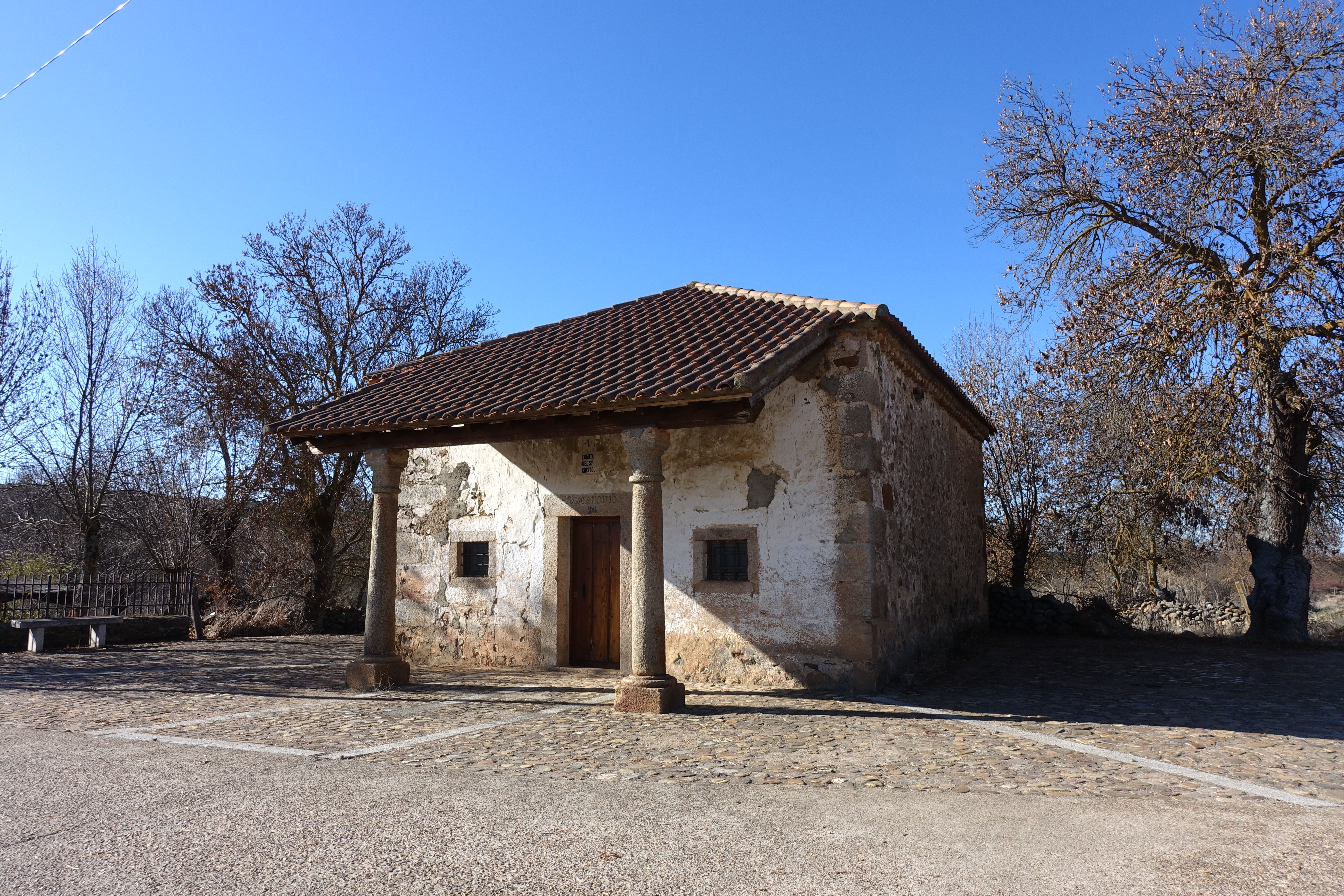
Christuskapelle
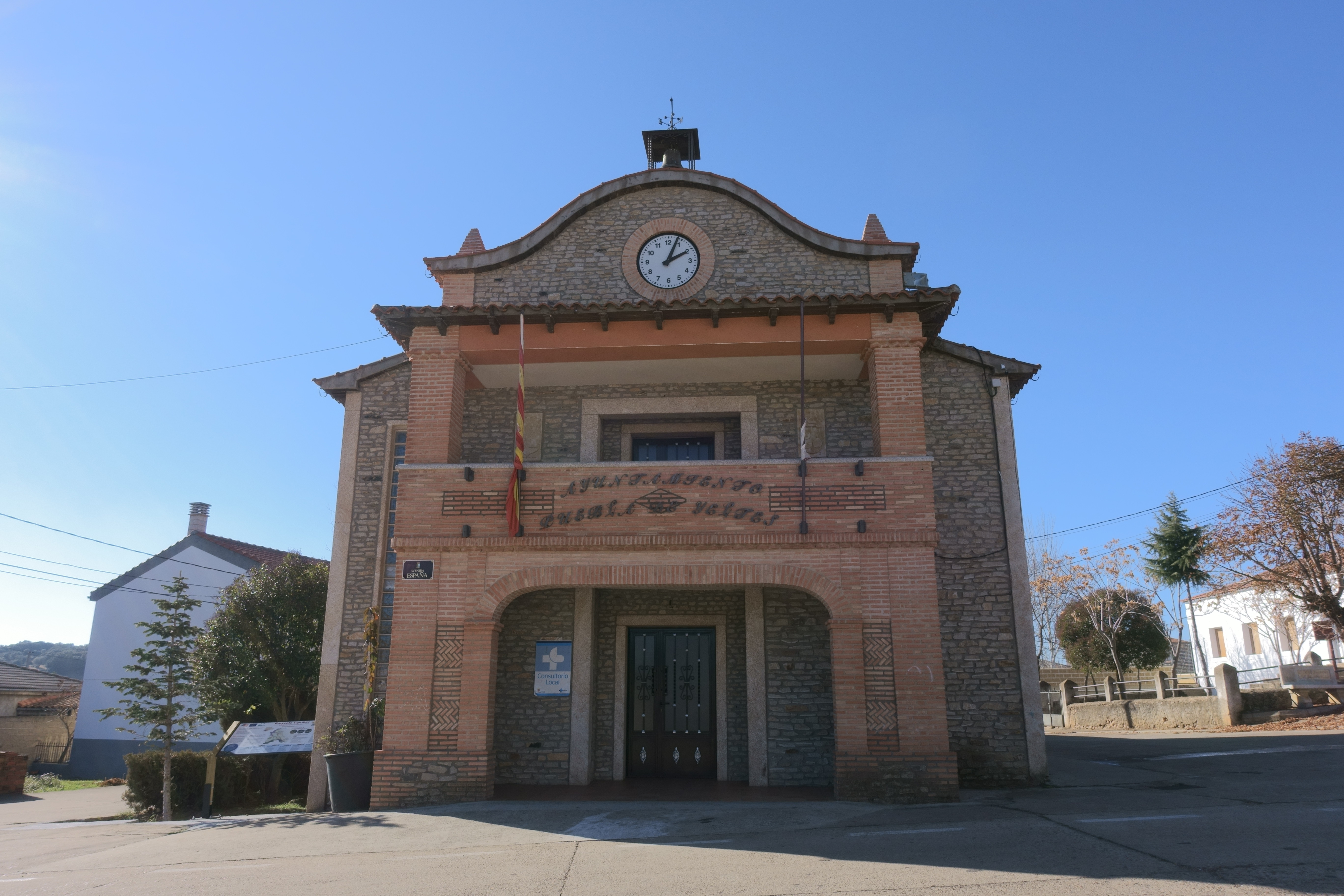
Rathaus